# 威廉姆斯 (加利福尼亞州莫多克縣)
威廉姆斯（英語：Williams）是位於美國加利福尼亞州莫多克縣的一個非建制地區。該地的面積和人口皆未知。

## 地理
威廉姆斯的座標為41°15′48″N 120°31′45″W / 41.26333°N 120.52917°W，而該地的平均海拔高度為1349米（即4426英尺）。